# 山田孝一郎
山田 孝一郎（やまだ こういちろう、1928年3月12日 - ）は、日本の建築工学者。福井大学名誉教授。工学博士（東京工業大学、1962年）。専門は建築学・構造力学。

## 経歴
石川県出身。1945年、石川県立大聖寺中学校卒業。1950年、東京工業大学建築学科卒業。1954年、福井大学講師。1958年、福井大学助教授。1964年、福井大学教授。1993年、福井大学名誉教授。2004年、日本建築学会名誉会員。2008年、瑞宝中綬章受章。

## 著書
- 『金属系構造の設計 - 新建築学大系40』共著、彰国社、1986年
- 『建築構造力学I - 新しい建築工学4』第2版、松本芳紀との共著、森北出版、2001年
- 『建築構造力学II - 新しい建築工学5』第2版、松本芳紀との共著、森北出版、2002年